# Harald Nickel
Harald Nickel (ur. 21 lipca 1953 w Espelkamp, zm. 4 sierpnia 2019) – niemiecki piłkarz występujący na pozycji napastnika.

## Kariera klubowa
Nickel zawodową karierę rozpoczynał w Arminii Bielefeld. W Bundeslidze zadebiutował 25 września 1971 w wygranym 1:0 meczu z Hannoverem 96. W sezonie 1971/1972 spadł z klubem do 2. Bundesligi. Wówczas wyjechał do Belgii, gdzie został graczem drugoligowego klubu KV Turnhout. W 1975 roku odszedł do innego drugoligowego zespołu - Royale Union Saint-Gilloise. W 1976 roku podpisał kontrakt z pierwszoligowym KV Kortrijk.
Latem 1977 roku Nickel przeszedł do Standardu Liège, również grającego w ekstraklasie. W sezonie 1977/1978 został z 22 golami na koncie został królem strzelców ligi belgijskiej.
W 1978 roku powrócił do Niemiec i podpisał kontrakt z Eintrachtem Brunszwik. Pierwszy mecz w jego barwach w Bundeslidze zaliczył 12 sierpnia 1978 przeciwko 1. FC Köln (1:0). 19 sierpnia 1978 w przegranym 1:3 spotkaniu z Eintrachtem Frankfurt zdobył pierwszą bramkę w trakcie gry w Bundeslidze.
W 1979 roku Nickel przeszedł do Borussii Mönchengladbach. Zadebiutował tam 11 sierpnia 1979 w zremisowanym 1:1 pojedynku z FC Schalke 04. W tamtym meczu strzelił także gola. W 1980 roku dotarł z klubem do finału Pucharu UEFA, jednak Borussia przegrała tam w dwumeczu z Eintrachtem Frankfurt. W 1981 roku odszedł do szwajcarskiego FC Basel, a rok później zakończył karierę.

## Kariera reprezentacyjna
W reprezentacji Niemiec Nickel zadebiutował 21 listopada 1979 w wygranym 3:1 towarzyskim meczu ze Związkiem Radzieckim. Do 1980 roku w kadrze zagrał 3 razy.